# Andreas von Oberstein (Domdekan)

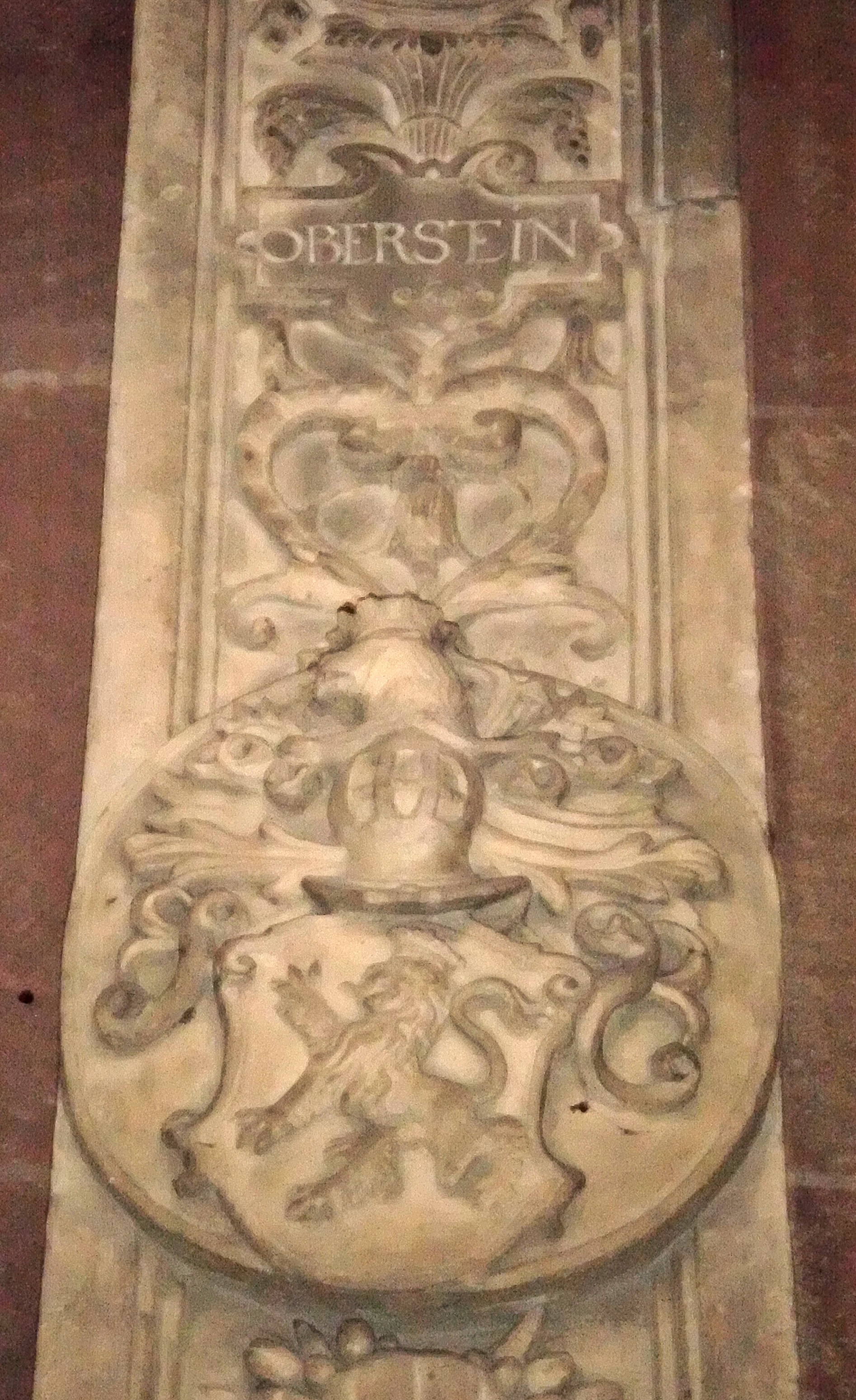
Wappen der Herren von Oberstein auf dem Grabmal des Domherrn Eberhard von Heppenheim genannt vom Saal († 1559), im Wormser Dom

Andreas von Oberstein (* 1533 in Gundheim; † 20. September 1603) war ein adeliger Domherr und bedeutender Reformer im Bistum Speyer.

## Herkunft und Familie
Er entstammte dem Gundheimer Zweig des Uradelsgeschlechtes der Herren von Stein bzw. von Oberstein, deren Stammsitz die Burg Bosselstein war. Im 13. Jahrhundert teilte sich die Familie durch Einheirat in die Herren von Oberstein, auf Burg Bosselstein und die später dominierenden Herren von Daun-Oberstein, auf Schloss Oberstein. Die Herren von Oberstein gaben schließlich ihre Stammburg Bosselstein auf und spalteten sich um 1400 nochmals in eine Gundheimer und eine Kredenburger Linie zu Alsterweiler. Während die Daun-Obersteiner das Dauner Gitter im Wappen führten, zeigte das der Obersteiner einen gekrönten roten Löwen auf silbernem Grund.
Andreas von Oberstein wurde geboren als Sohn des Gundheimer Burgherren Johann Sifried von Oberstein († 1556) und seiner Gattin Anastasia geb. von Steinkallenfels († nach 1533). Seine Halbschwester (von anderer Mutter) war Barbara von Oberstein, verheiratete Rodenstein, die Mutter des späteren Wormser Fürstbischofs Philipp von Rodenstein (1564–1604), als dessen Vormund Andreas von Oberstein fungierte. Über eine andere Halbschwester (Anna Helena) war auch der Wormser Fürstbischof Georg Anton von Rodenstein (1579–1652) sein Neffe und wurde von ihm erzogen. Dorothea von Oberstein, eine weitere Halbschwester, heiratete Conrad von Heppenheim genannt vom Saal. Ihre Tochter Anna (verheiratete von der Leyen) wurde die Großmutter des berühmten Mainzer Erzbischofs Johann Philipp von Schönborn (1605–1673).
Überdies war Andreas von Oberstein ein Cousin des früheren Speyerer Domdekans Johannes von Heppenheim genannt vom Saal († 1555) und seiner Schwester, der Äbtissin Barbara von Heppenheim genannt vom Saal († 1567). Beider Mutter Katharina von Heppenheim genannt vom Saal, geb. von Oberstein, war eine Schwester des Vaters von Andreas von Oberstein.

## Leben und Wirken
Oberstein leistete am 2. Mai 1551 seinen Eid als Speyerer Domherr, nach beendetem Studium wurde er zum 20. Juli 1556 als Domkapitular aufgenommen. Bald avancierte er zum Domscholaster und Bischof Marquard von Hattstein übertrug ihm am 21. Oktober 1561 die Geschäfte seines Stellvertreters bei Abwesenheit sowie die Obliegenheiten eines Generalvikars. In dessen Auftrag weilte Andreas von Oberstein bereits 1560 an der Kurie in Rom. Im Frühjahr 1566 entsandte ihn Bischof Marquard als seinen Vertreter auf den Reichstag nach Augsburg, Ende 1567 berief er ihn anlässlich einer Abwesenheit zum Statthalter im Hochstift.
Das Bruchsaler Stiftskapitel wählte Andreas von Oberstein zu seinem Propst; nach dem Tod des rührigen Speyerer Domdekans Philipp von Walpron erkor man ihn am 29. November 1568 auch zu dessen Nachfolger. Daraufhin ließ er sich die Priesterweihe spenden und feierte zu Pfingsten 1569 seine Primiz.
Andreas von Oberstein gehörte in Speyer zu den eifrigsten Reformern im Sinne des Konzils von Trient. Er führte ein untadeliges Leben und arbeitete als gewissenhafter Geistlicher. Er setzte sich im Domkapitel für die Berufung der Jesuiten nach Speyer ein, was man in der Sitzung vom 17. Januar 1567 beschloss. Am 6. Juli des Jahres verhandelte er (noch als Domscholaster) persönlich mit St. Petrus Canisius über die Gründung des Speyerer Kollegs. Diesbezüglich schrieb Pater Didacus Jimenez an den Ordensgeneral Franz von Borgia, das Speyerer Domkapitel überlasse alle wichtigen Verhandlungsangelegenheiten dem Domscholaster Oberstein. Zum 5. Mai 1567 hatten die Jesuiten bereits den Unterricht an der Speyerer Domschule übernommen, die formelle Gründung des Kollegs zog sich aber durch Querelen mit der Stadt, welche hauptsächlich Domdekan Andreas von Oberstein ausfocht, noch bis 1571 hin.

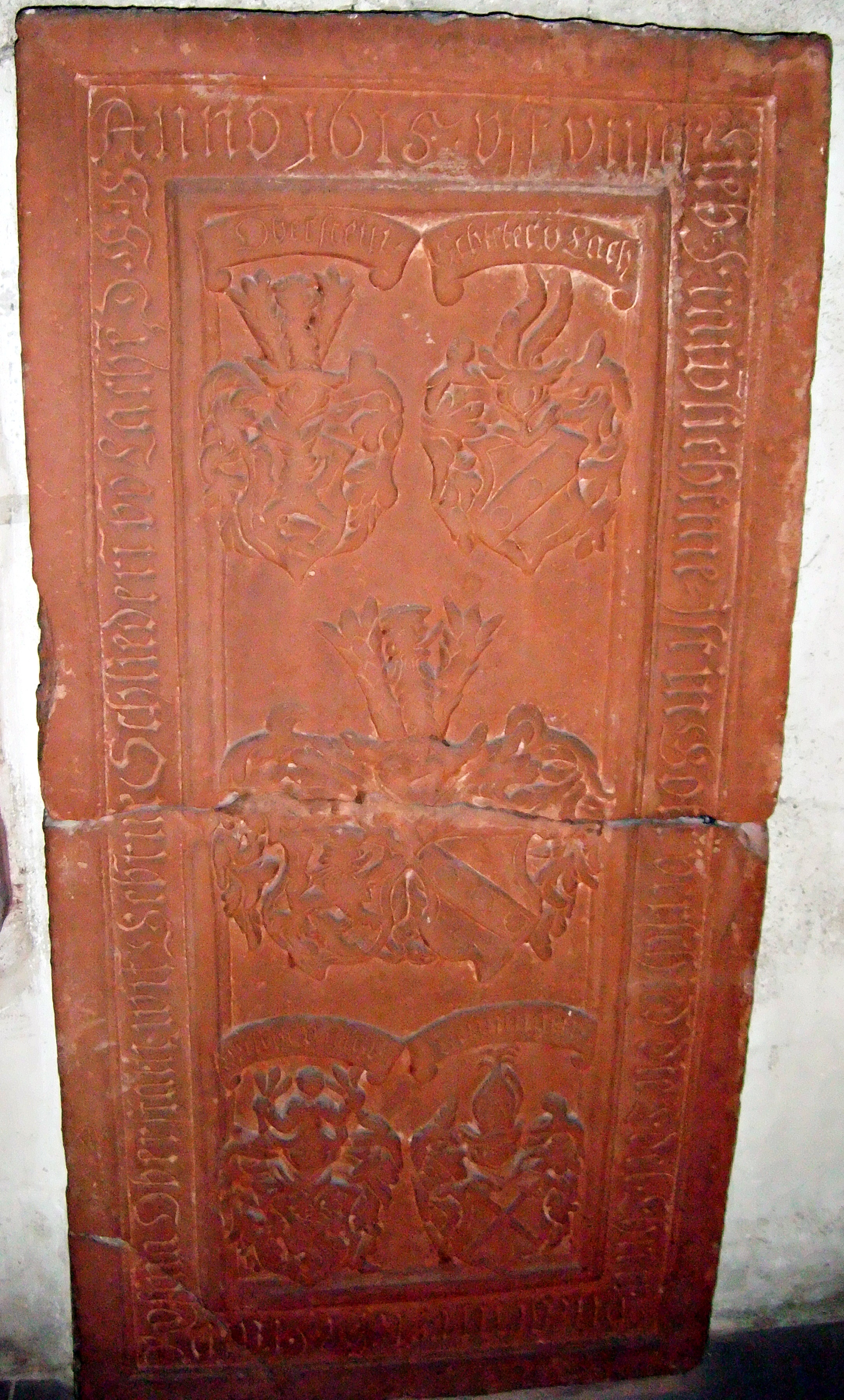
Grabplatte der Schwägerin Rosina von Oberstein geb. Schliederer von Lachen (Gattin des Bruders Rudolf von Oberstein), Liebfrauenkirche Worms

1577 reisten Dompropst Wolfgang X. von Dalberg (der spätere Mainzer Erzbischof), Andreas von Oberstein und der kaiserliche Hofkanzler Johann von Hegenmüller († 1584) nach Köln um dem päpstlichen Nuntius Bartolomeo Porcia bei der Bereinigung der dortigen Wirren beizustehen, welche Erzbischof Salentin von Isenburg hervorrief, der im Begriff stand von seinem Amt zurückzutreten, um heiraten zu können. Porcia schrieb in seinen Berichten nach Rom, Andreas von Oberstein zähle zu den besten und verdientesten Männern in ganz Deutschland, er sei hochachtbar, wie jeder bestätigen könne und wie insbesondere die Jesuiten in Speyer wüssten. Wenn der Klerus in Speyer anständiger lebe als in anderen Städten so liege es an Dekan Oberstein „einem frommen und sehr klugen Mann, der mit großer Sorgfalt seines Amtes waltet“.
Andreas von Oberstein trug sich mehrfach mit dem Gedanken, von seinem Amt zu resignieren um in den Kartäuserorden einzutreten; insbesondere nach dreiwöchigen Exerzitien in der Vorfastenzeit 1574. Wiederholt legte er dem Domkapitel diese Absicht dar, konnte aber immer wieder überredet werden, davon Abstand zu nehmen. Angeregt wurde er dazu vermutlich durch seinen Verwandten, den Speyerer Domherrn Caspar Schliederer von Lachen († 1585), der 1569 Kartäuser wurde. Dessen Schwester Rosina Schliederer von Lachen (1544–1615) war verheiratet mit Rudolf von Oberstein, dem Bruder von Domdekan Andreas von Oberstein.
Als Nachfolger im Amt des Domdekans wünschte er sich seinen engsten Mitarbeiter Adolph Wolff von Metternich zur Gracht, der gewählt wurde, nachdem Andreas von Oberstein am 20. September 1603 starb. Er setzte dessen Aufbauarbeit gewissenhaft fort.